# Заветники
Сербская партия «Заветники» (серб. Српска странка Заветници / Srpska stranka Zavetnici, сокращённо ССЗ), также известная как просто «Заветники» — сербская ультраправая националистическая партия, образованная в 2012 году после выхода из состава Сербской радикальной партии. Ранее была известна как Сербское движение «Заветники» (серб. Српски сабор Заветници / Srpski sabor Zavetnici). Лидером партии с 2021 года является Милица Джурджевич-Стаменковски.
Партия была основана Стефаном Стаменковски в 2012 году. По итогам всеобщих выборов в Сербии 2022 года партия сумела попасть в Народную скупщину Сербии, получив 10 депутатских мандатов. С октября 2023 года является частью коалиции «Национальное объединение». По итогам парламентских выборов 2023 года партия покинула Народную Скупщину, не набрав нужного количества голосов.

## История

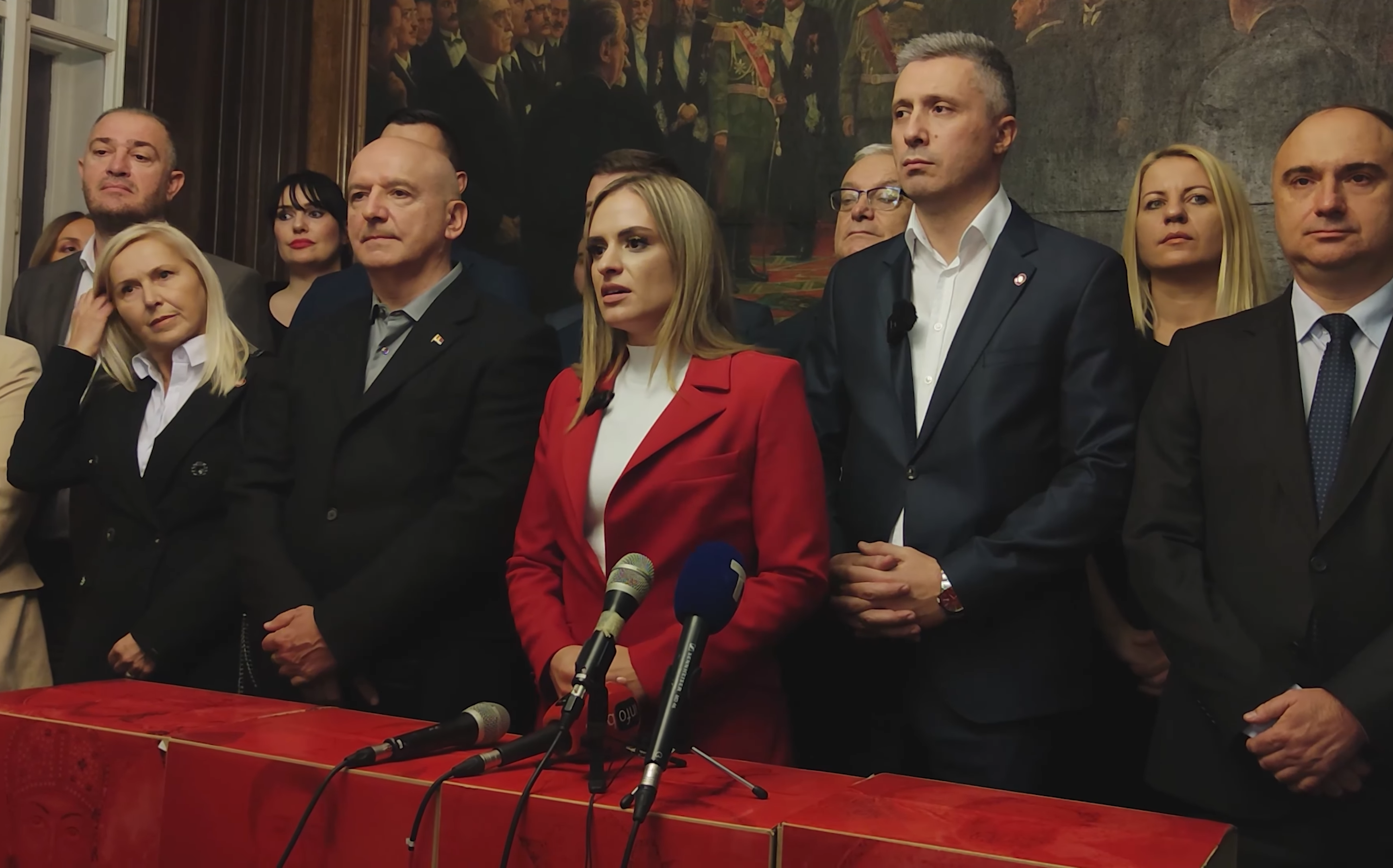
Милица Джурджевич-Стаменковски и Бошко Обрадович в Республиканской избирательной комиссии 4 ноября 2023 года

Партия образована 15 февраля 2012 года после отделения от Сербской радикальной партии. Впервые участие в парламентских выборах приняла в 2014 году в составе коалиции «Патриотический фронт», набрав 4514 голосов и не получив ни одного места в парламенте. В 2016 году на парламентских выборах список возглавляла Милица Джурджевич-Стаменковски, а партия набрала 27680 голосов, что составило всего 0,73% голосов и не позволило партии пройти в парламент. На выборах 2020 года партия также не прошла в сербскую Скупщину.
На парламентских выборах 2022 года партия «Заветники» набрала 3,82% голосов, заняв 7-е место на выборах, и получила 10 депутатских мандатов в Народной скупщине Республики Сербия, став парламентской партией. В том же году лидер партии Милица Джурджевич-Стаменковски баллотировалась в президенты Сербии, набрав в первом туре 4,33% голосов.
На выборах 2023 года партия «Заветники» набрала 2,83% голосов, заняв 6-е место на выборах, но не прошла в парламент.

## Идеология
«Заветники» являются ультраправой партией, придерживающейся идеологий социал-консерватизма и ультранационализма. Они выступают против признания независимости Косово, нелегальной миграции в Сербию, вступления Сербии в Евросоюз и НАТО. Они поддерживают дальнейшее развитие и углубление отношений с Россией.

## Руководители
| Номер | Председатель                   | Начало полномочий | Окончание полномочий |
| ----- | ------------------------------ | ----------------- | -------------------- |
| 1     | Стефан Стаменковски            | 15 февраля 2012   | 28 октября 2021      |
| 2     | Милица Джурджевич-Стаменковски | 28 октября 2021   | н. в.                |

## Результаты выборов

### Парламентские
| Год  | Лидер                          | Голосов | Процентов голосов | Мест в парламенте | Изменения мест в парламенте | Коалиция                 |
| ---- | ------------------------------ | ------- | ----------------- | ----------------- | --------------------------- | ------------------------ |
| 2014 | Стефан Стаменковски            | 4 514   | 0,13%             | 0 из 250          | ▬                           | Патриотический фронт     |
| 2016 | Стефан Стаменковски            | 27 690  | 0,73%             | 0 из 250          | ▬                           |                          |
| 2020 | Стефан Стаменковски            | 45 950  | 1,43%             | 0 из 250          | ▬                           |                          |
| 2022 | Милица Джурджевич-Стаменковски | 141 227 | 3,82%             | 10 из 250         | ▲ 10                        |                          |
| 2023 | Милица Джурджевич-Стаменковски | 105 165 | 2,83%             | 0 из 250          | ▼ 10                        | Национальное объединение |

### Президентские
| Год  | #   | Кандидат                       | Голосов в первом туре | Процент голосов | Голосов во втором туре  | Процент голосов         |
| ---- | --- | ------------------------------ | --------------------- | --------------- | ----------------------- | ----------------------- |
| 2022 | 5-е | Милица Джурджевич-Стаменковски | 160 545               | 4,23%           | не прошла во второй тур | не прошла во второй тур |